# Live at Last (álbum de Black Sabbath)
Live at Last (en español: En vivo al fin) es el primer álbum en vivo de la banda de heavy metal Black Sabbath, lanzado al mercado en de julio de 1980 a través de NEMS.
En su formato de vinilo contiene parte de un show grabado con Ozzy Osbourne en 1973, en el teatro "Rainbow" de Londres. Si bien Live at Last es técnicamente el primer disco en vivo de Black Sabbath, el mismo fue editado unilateralmente por NEMS, sin la aprobación de la banda.

## Lista de canciones
Lado A
1. Tomorrow's Dream - 3:05
2. Sweet Leaf - 5:30
3. Killing Yourself to Live - 5:30
4. Cornucopia - 4:00
5. Snowblind - 4:50
6. Children of the Grave - 4:33

Lado B
1. War Pigs - 7:40
2. Wicked World - 18:56
3. Paranoid - 3:11

## Integrantes
- Tony Iommi: guitarra
- Ozzy Osbourne: voz
- Geezer Butler: bajo
- Bill Ward: batería